# Liv og død
Life and Death (en noruego, Liv og død) es una película dramática noruega de 1980 dirigida por Petter Vennerød y Svend Wam. La película fue seleccionada como la entrada noruega a la Mejor Película en habla no inglesa en los 53.ª Premios de la Academia, pero no fue nominada.

## Reparto
- Bjørn Skagestad como Jacob
- Kjersti Døvigen como Jennifer
- Sossen Krohg como Diddi
- Knut Husebø como Harald
- Wenche Foss como Fru Bergmann
- Por Sunderland como Alexander
- Jorunn Kjellsby como Tante Nøste
- Sverre Gran como Herr Bergmann
- Vibeke Falk como Tante Liss
- Svein Tindberg como Sundby